# Autodelta

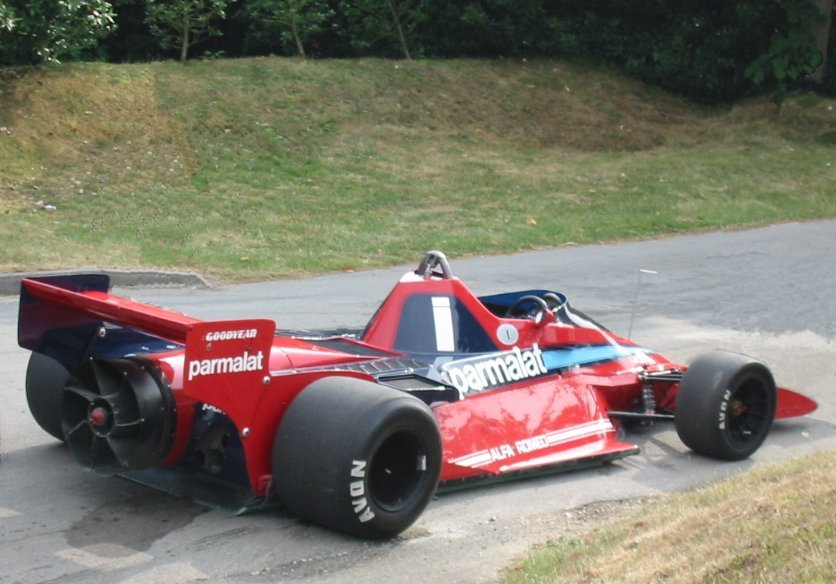
Ausgestattet mit einem bei Autodelta entwickelten Alfa-Romeo-Motor: der Brabham BT46B

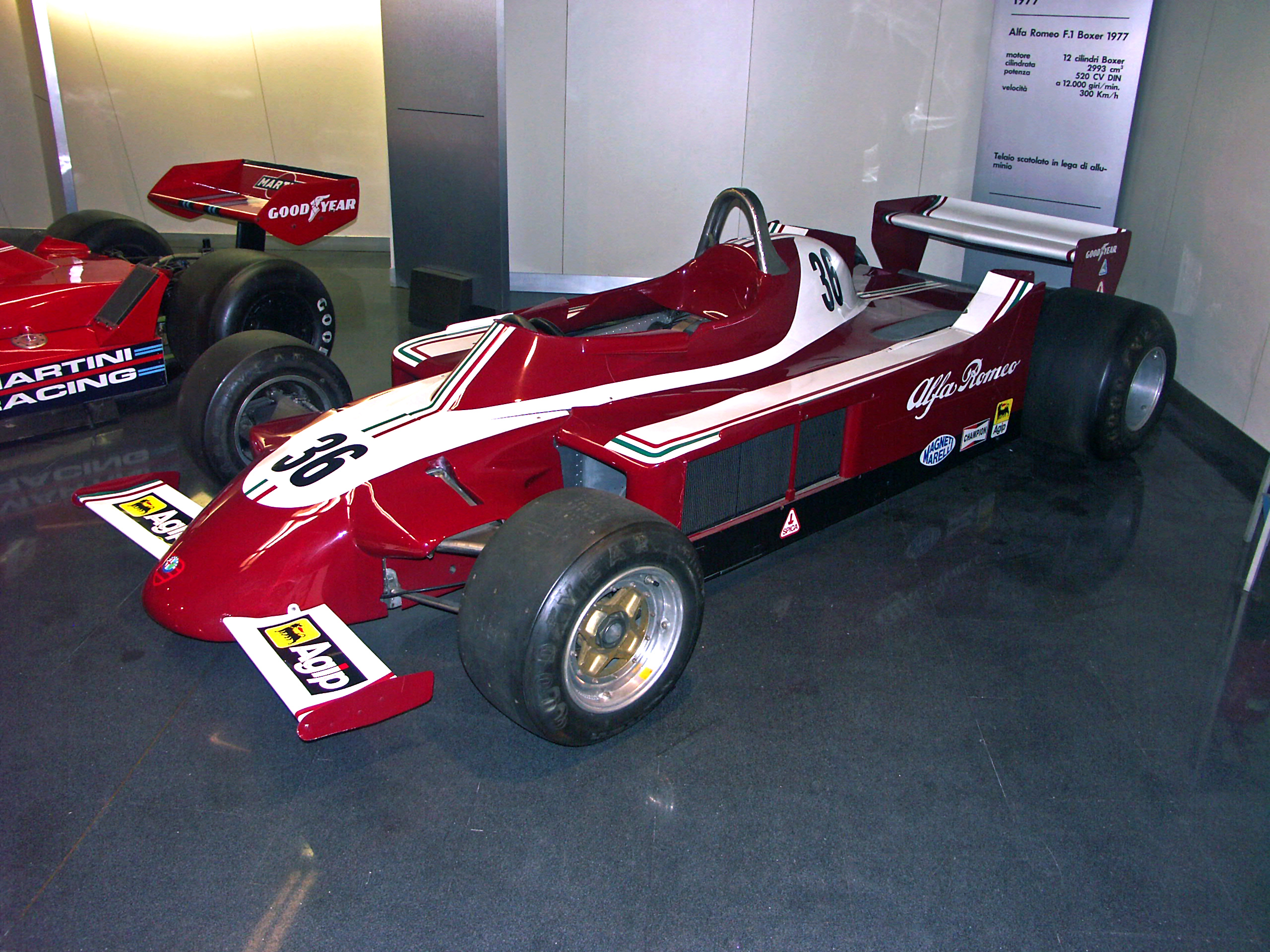
Bei Autodelta entwickelt: der Alfa Romeo 177 von 1977, der Prototyp für Alfa Romeos Rückkehr in die Formel 1

Das italienische Unternehmen Autodelta wurde am 5. März 1963 von Carlo Chiti zusammen mit seinem damaligen Partner Lodovico Chizzola in Feletto Umberto, einem Ortsteil von Tavagnacco (Region Friaul-Julisch Venetien), gegründet. Unternehmenszweck war Entwicklung, Bau und Tuning von Fahrzeugen für den Motorsport. Als Firmennamen sieht man auch die Schreibweisen „Auto-Delta“ sowie „Auto Delta“.

## Geschichte
Chiti hatte in den 1950er Jahren bereits für Alfa Romeo gearbeitet, war dann zu Ferrari gegangen, dort aber wegen Unstimmigkeiten mit Enzo Ferrari 1961 ausgeschieden. Sein Partner Chizzola war Alfa-Händler in Udine. So ergab sich von Anbeginn eine sehr enge Zusammenarbeit mit Alfa Romeo, durch die andere Unternehmen, die sich um eine Partnerschaft mit Alfa Romeo bemühten – unter ihnen Aguzzoli aus Parma –, verdrängt wurden.
Zunächst beschäftigte man sich mit dem Alfa Romeo TZ 1 und entwickelte als Nachfolger den deutlich erfolgreicheren TZ 2. Auch im Rallyesport engagierte man sich mit der Alfa Romeo Giulia TI Super. 1964 wurde auf Drängen von Alfa Romeo der Sitz des Unternehmens von Udine nach Settimo Milanese in der Nähe von Mailand verlegt. Das gerade eröffnete Alfa-Romeo-Versuchsgelände in Balocco in der Provinz Vercelli befand sich ebenfalls in der Nähe. Der Autodelta Mitbegründer Chizzola entschied sich gegen einen Umzug nach Mailand und verblieb in Udine. Ab 1966 übernahm Alfa Romeo das kleine und innovative Unternehmen, wobei Autodelta unter der Führung von Chiti eine weiterhin rechtlich selbständige Tochtergesellschaft blieb. Die Fahrzeuge traten unter dem Herstellernamen und mit dem Logo von Autodelta auf. Hierbei spielte auch eine Rolle, dass Alfa Romeo damals ein Staatsunternehmen war und eine indirekte Form des Engagements im Motorsport bevorzugt wurde.
Jetzt begann die Blütezeit von Autodelta. Nach dem TZ 2 wurden in der zweiten Hälfte der 1960er Jahre und in den 1970er Jahren überaus erfolgreiche Wagen für den Motorsport entwickelt. Grundlage für zahlreiche Varianten waren die Giulia GTA und der Tipo 33/3. Motorsportler oder wer gerne so erscheinen wollte, konnten ihren Alfa bei Autodelta individuell weiter aufrüsten lassen. Die Rennsportwagen von Autodelta und ihre Fahrer dominierten für rund zwei Jahrzehnte die Rennstrecken in Europa.
Autodelta begleitete Alfa Romeo auch in die Formel 1. Seit Mitte der 1970er Jahre stellte Autodelta Formel-1-Motoren her, die exklusiv an den britischen Rennstall Brabham geliefert wurden. Der Brabham BT 46, mit dem Niki Lauda 1978 zwei Grand-Prix-Siege errang, wurde von einem Zwölfzylinder-Boxermotor von Autodelta angetrieben. 1979 stieg Alfa Romeo mit einem eigenen Auto in die Formel 1 ein und bestritt teilweise eine Saison. Alfa Romeos Formel-1-Engagement wurde bis 1982 von Autodelta geleitet. Hier wurden die Fahrzeuge und Motoren entwickelt sowie Renneinsätze organisiert. Zwischen 1980 und 1982 konnten einige kleine Achtungserfolge errungen werden, ein großer Sieg blieb jedoch versagt. Defektanfälligkeit sowie schwere und „durstige“ Motoren verhinderten einen besseren Auftritt von Alfa Romeo in der F1. Mit Ablauf der Formel-1-Saison 1982 beendete Alfa Romeo das werksseitige Engagement in der Formel 1, woraufhin Autodelta aus dem Rennsportbereich zurückgezogen wurde. Die Formel-1-Ausrüstung wurde an das selbständige italienische Team Euroracing verkauft, das zwischen 1983 und 1985 eigenverantwortlich an der Formel 1 teilnahm und dabei den Namen Alfa Romeo nutzte. Organisatorisch hatte allerdings weder Autodelta noch Alfa Romeo etwas mit diesem Projekt zu tun.
In Settimo Milanese richtete Alfa Romeo wenige Jahre danach eine neuerliche Rennsportabteilung ein – Alfa Corse. Autodelta selbst jedoch bestand nicht mehr. Alle danach folgenden, unter dem Namen Autodelta auftretenden Aktivitäten, hatten außer dem Namen nichts mehr mit dem ursprünglichen Unternehmen gemein.
Anfang 2000 wurde seitens Alfa Romeo die traditionsreiche Abteilung wieder reaktiviert. Die ersten großen Erfolge nach der Jahrtausendwende wurden mit dem Alfa 156 GTA erzielt, als Gabriele Tarquini 2002 und 2003 die Tourenwagen-Europameisterschaft gewann.

## Ergebnisse

### Siege in der Sportwagen-Weltmeisterschaft
| Jahr | Rennen                             | Fahrzeug          | Fahrer 1           | Fahrer 2           |
| ---- | ---------------------------------- | ----------------- | ------------------ | ------------------ |
| 1971 | 1000-km-Rennen von Brands Hatch    | Alfa Romeo T33/3  | Henri Pescarolo    | Andrea de Adamich  |
| 1971 | Targa Florio                       | Alfa Romeo T33/3  | Nino Vaccarella    | Toine Hezemans     |
| 1971 | 6-Stunden-Rennen von Watkins Glen  | Alfa Romeo T33/3  | Ronnie Peterson    | Andrea de Adamich  |
| 1974 | 1000-km-Rennen von Monza           | Alfa Romeo 33TT12 | Arturo Merzario    | Mario Andretti     |
| 1977 | 500-km-Rennen von Dijon            | Alfa Romeo 33SC12 | Arturo Merzario    | Jean-Pierre Jarier |
| 1977 | 500-km-Rennen von Monza            | Alfa Romeo 33SC12 | Vittorio Brambilla | Jean-Pierre Jarier |
| 1977 | 400-km-Rennen von Vallelunga       | Alfa Romeo 33SC12 | Vittorio Brambilla | Spartaco Dini      |
| 1977 | Coppa Florio                       | Alfa Romeo 33SC12 | Arturo Merzario    |                    |
| 1977 | 2,5-Stunden-Rennen von Estoril     | Alfa Romeo 33SC12 | Arturo Merzario    |                    |
| 1977 | 500-km-Rennen von Le Castellet     | Alfa Romeo 33SC12 | Arturo Merzario    | Jean-Pierre Jarier |
| 1977 | 250-km-Rennen von Imola            | Alfa Romeo 33SC12 | Vittorio Brambilla |                    |
| 1977 | 300-km-Rennen auf dem Salzburgring | Alfa Romeo 33SC12 | Vittorio Brambilla |                    |